# 서남권 추모공원
서남권 추모공원은 대한민국의 전북특별자치도 정읍시에 소재한 추모공원이다. 전북특별자치도 정읍시, 김제시, 고창군, 부안군 총 4개 시군이 공동으로 운영하고 있는 5기의 화장장이 있다. 화장장과 봉안당, 자연장지, 유택동산을 갖추고 있다. 2015년 첫 개원하였으며, 2021년 말 완공을 목표로 2단계 확장 사업을 진행했다. 화장장은 4개 시군이 공동협력사업으로 시행하고 있으며, 봉안당과 자연장지는 정읍시의 단독 시설로 운영하고 있다. 이용 시간은 오전 8시부터 오후 5시까지이다.
사업 초기인 2012년 경에는 정읍시, 고창군, 부안군 3개 시군이 "서남권 광역화장장"이라는 이름으로 공동 운영하기로 결정하여 공사를 시작하였으며 2015년 "서남권 추모공원"으로 명칭이 정해졌다. 하지만 건설 예정 부지와 가까이 있던 김제시 측에서 반대하며 김제시와 정읍시 간 갈등을 빚다 2016년 김제시가 추모공원 사업에 합류하면서 4개 시군이 공동으로 운영하는 현 체계가 자리잡혔다.

## 같이 보기
- 서남권 광역추모공원 - 전라남도 해남군 소재